# Skinu
Skinu is een bestuurslaag in het regentschap Timor Tengah Selatan van de provincie Oost-Nusa Tenggara, Indonesië. Skinu telt 1870 inwoners (volkstelling 2010).